# George David Weiss
George David Weiss (New York, 9 aprile 1921 – Oldwick, 23 agosto 2010) è stato un cantautore e compositore statunitense.

## Biografia
Nato a New York in una famiglia ebrea, ha studiato alla Juilliard School, formandosi in particolare nella scrittura e nell'arrangiamento di brani musicali. Negli anni successivi alla sua formazione, ha lavorato come arrangiatore per big band come quelle di Stan Kenton, Vincent Lopez e Johnny Richards.
Negli anni '40, '50 e '60 ha intensificato la sua attività di compositore e ha scritto numerose canzoni entrate in classifica. Uno dei suoi più frequenti collaboratori era Bennie Benjamin.
Sotto pseudonimo ha scritto il brano Lullaby of Birdland (1952), la cui musica è di George Shearing. Nel 1961 ha coscritto il testo di The Lion Sleeps Tonight, registrata dai The Tokens. Ha anche collaborato alla scrittura di Can't Help Falling in Love (Elvis Presley), That Sunday, That Summer (Nat King Cole), Stay with Me (Lorraine Ellison) e What a Wonderful World (Louis Armstrong).
Ha contribuito anche alla musica di diversi film: tra questi Sindacato assassini (1960) e ...e il diavolo ha riso (1966). Ha preso parte anche alla scrittura di alcuni musical portati in scena a Broadway (Mr. Wonderful, First Impression, Maggie Flynn). Nel 1984 è stato inserito nella Songwriters Hall of Fame. È morto in New Jersey per cause naturali all'età di 89 anni.

## Discografia parziale

### 33 giri 25 cm
- Ottobre 1954: "Pop" Mambos (Kapp Records, KL-103; con Bennie Benjamin e the Horace Diaz Orchestra)